# The Way I Are (Dance with Somebody)
The Way I Are (Dance with Somebody) è un singolo della cantante statunitense Bebe Rexha, in collaborazione con il rapper Lil Wayne, il primo estratto dal suo terzo EP All Your Fault: Pt. 2 e pubblicato il 19 maggio 2017.

## Descrizione
The Way I Are (Dance with Somebody) è un brano pop composto in chiave di Re maggiore con un tempo di 186 battiti per minuto. È stato scritto dalla stessa cantante con la collaborazione di Lil Wayne, Clarence Coffee Jr., Joel Little, Jacob Kasher, George Merrill, Shannon Rubicam e Jonas Jeberg, ed è stato prodotto da Jonas Jeberg e Joel Little.
In merito al brano, Rexha ha affermato: "È una canzone di sfida contro l'etichetta discografica. Quando stai evolvendo come artista, devi combattere lo stereotipo di ciò che tutti si aspettano da te, come dovresti essere, come dovresti apparire, di che colore dovrebbero essere i tuoi capelli, come dovrebbe essere il tuo trucco e cosa dovresti indossare. Ma la cosa più importante è se piaci a te e se ti piace il tuo aspetto". Riguardo ai versi di Wayne, ha aggiunto: "Quando ho ricevuto il suo verso, ho pensato: "Wow". Mi ha ricordato un po' il vecchio Wayne. [...] È davvero speciale e straordinario. Mi ha davvero impressionato".
Il brano contiene il campionamento di I Wanna Dance with Somebody (Who Loves Me), singolo di Whitney Houston del 1987.

## Video musicale
Il videoclip, diretto da Director X, è stato pubblicato sul canale YouTube della cantante il 1º giugno 2017. Nel videoclip appare il videogioco Just Dance 2018, in cui è inclusa la canzone.

## Tracce
Download digitale
1. The Way I Are (Dance with Somebody) (feat. Lil Wayne) – 3:07 (George Merrill, Shannon Rubicam, Jacob Kasher, Jonas Jeberg, Clarence Coffee Jr., Bleta Rexha)

## Classifiche
| Classifica (2017) | Posizione massima |
| ----------------- | ----------------- |
| Australia         | 72                |